# Карлстенская крепость
Карлстенская крепость (швед. Karlstens fästning) — шведская крепость, расположенная на острове Марстрандсён в бохусленских шхерах.

## История
После того как Бохуслен отошёл от Дании к Швеции, инженеру Юхану Верншёльду было приказано разработать план укрепления Марстранда. До возведения постоянных укреплений предполагалось заложить временные. На горе, господствующей над городом, был спешно построен деревянный Валенский форт, которому уже в 1659 году пришлось принять участие в отражении нападения норвежцев.
В 1666 году вместо деревянного форта начали возводить башню с четырьмя небольшими равелинами. В 1671—1673 годах башня, которая получила название Карлстен, была надстроена, и на ней установили артиллерийскую батарею.
Во время датско-шведской войны 1675—1679 годов форт был вынужден 23 июля 1677 года капитулировать перед войсками Гюлленлёве, который с двумя тысячами солдат и сотней орудий осадил город. Осада длилась три недели.
В 1681 году началось возведение более серьёзных укреплений. По чертежам коменданта Фрёлиха была возведена большая башня; в остальном работы велись согласно плану, разработанному инженером Эриком Дальбергом. Уже в 1689 году крепость была почти готова. Позднее были возведены капониры, внешние укреплении и ложементы.
10 июля 1719 года в ходе продолжавшейся Северной войны на Марстранд совершил нападение датский флот под командованием Торденшёльда. Заняв без труда город, он не мог ничего поделать с крепостью, поэтому пустил слух, что к нему прибывает крупное подкрепление, и тем самым вынудил коменданта Данквардта капитулировать. После заключения мира в 1720 году Карлстенская крепость была возвращена шведам, и в ней была проведена починка тех немногих повреждений, которые она получила в ходе войны. В 1779 году в конструкцию башни были внесены изменения, дабы она могла выполнять и роль маяка. В 1834 году было принято решение усилить фортификационные сооружения крепости, и эти работы продолжались вплоть до 1851 года.
Когда парусные суда начали уходить в прошлое, а угроза со стороны Дании сошла на нет, значение Карлстенской крепости упало. В связи с этим в 1878 году Фортификационный комитет решил перевести гарнизон крепости в Ваксхольм и Карлсборг. 1 мая 1882 года гарнизон покинул крепость. Её вооружение было вывезено в Карлсборг. Осенью 1906 года часть крепостных помещений была отведена под Марстрандскую школу юнг, которую начали организовывать в 1907 году. Школа просуществовала там до 1937 года, после чего была закрыта.
На протяжении своей истории Карлстенская крепость служила также и тюрьмой. В ней содержались особо опасные преступники и политические заключённые. В частности, именно здесь с 1813 до конца 30-х годов содержался известный грабитель Лассе-Майя. В 1855 году последних крепостных заключённых перевели в Гётеборг, так как шведское правительство не желало присутствия опасных преступников в важном для обороны государства месте в ходе возможных осложнений, связанных с шедшей Крымской войной.

## Галерея

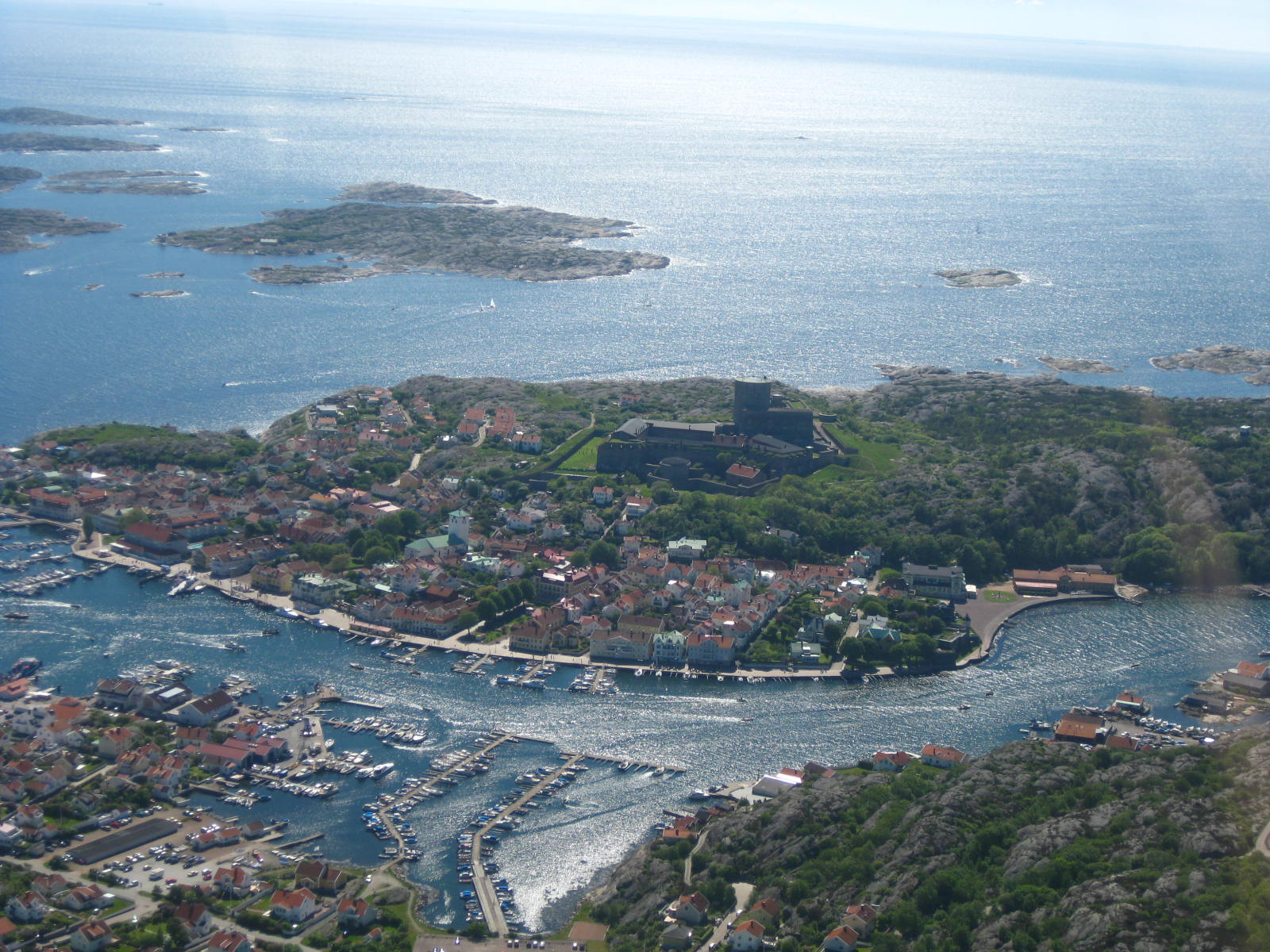
Вид на крепость с высоты птичьего полёта
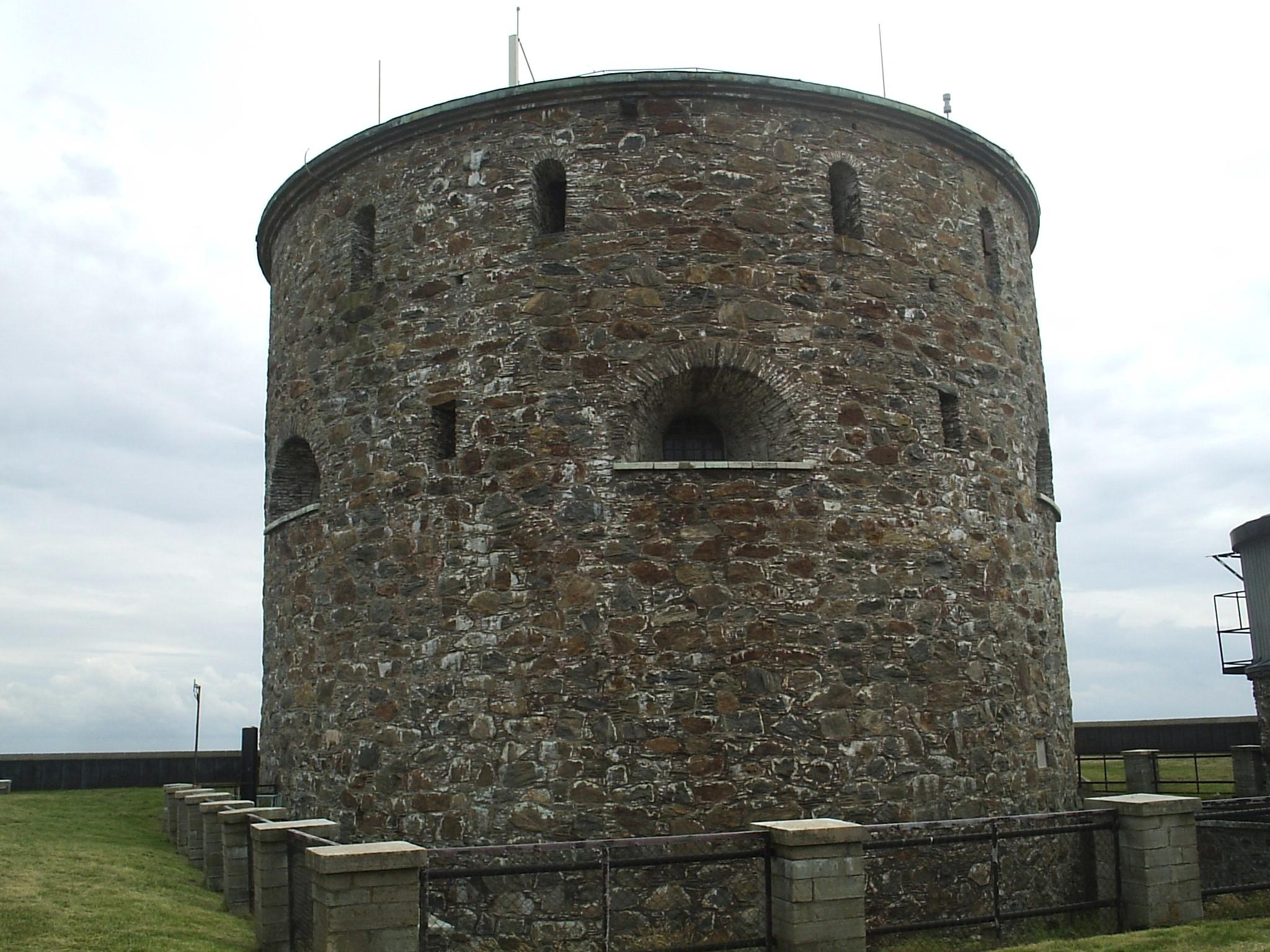
Башня
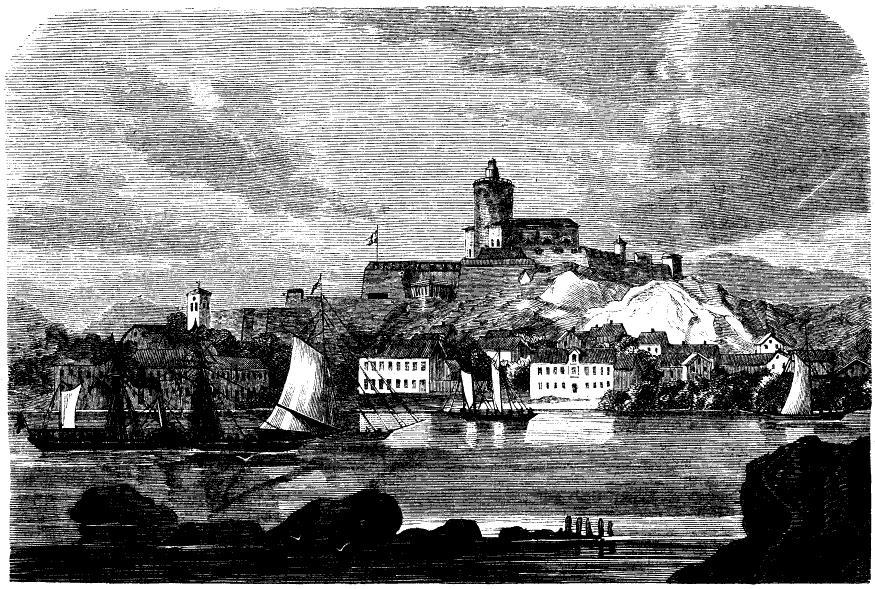
Крепость в середине XIX в.
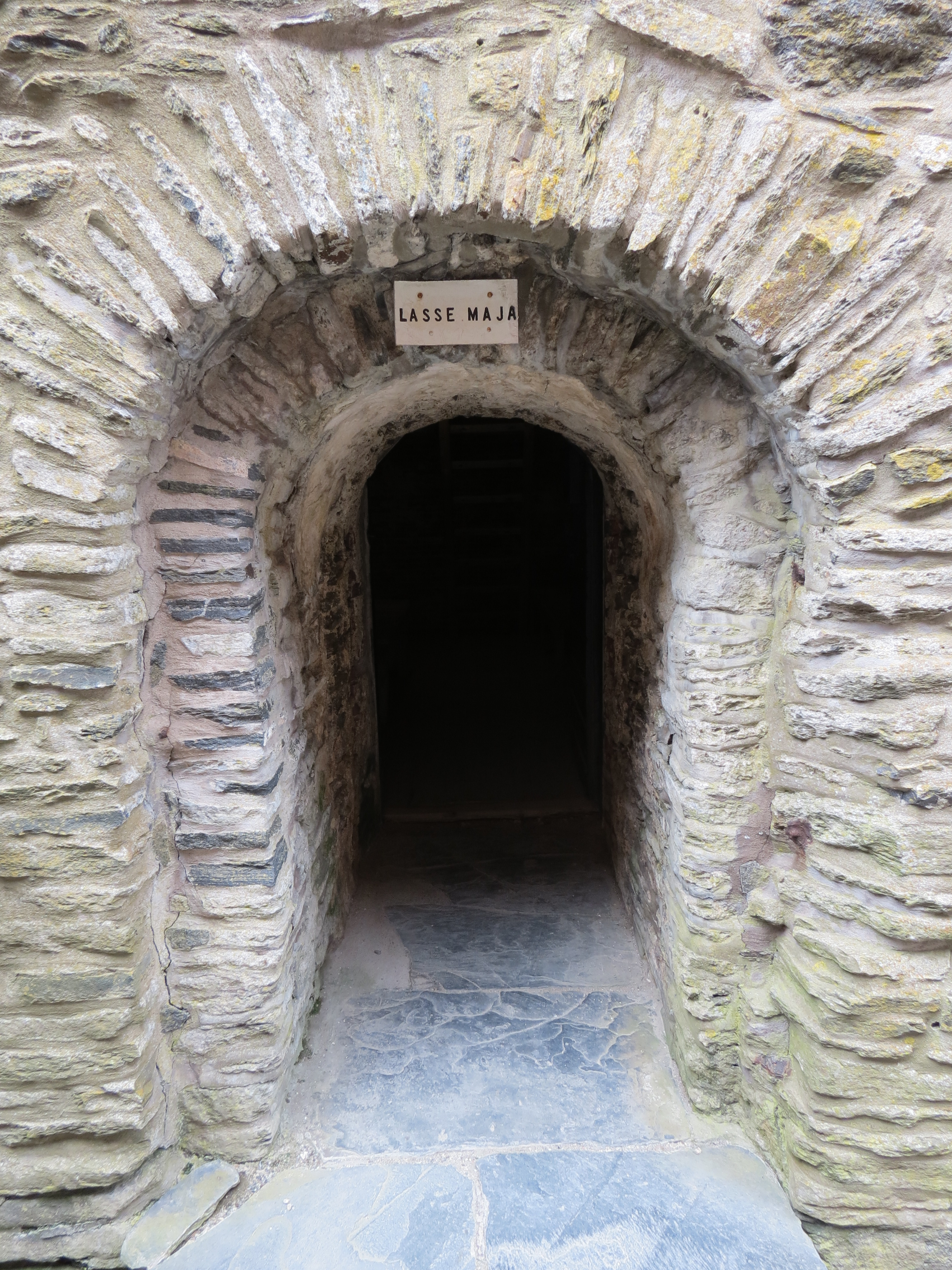
Камера Лассе-Майи